# Bataille de Revigny
Première Guerre mondiale
Batailles
Front d'Europe de l’Ouest
- Liège (8-1914)
- Namur (8-1914)
- Frontières (8-1914)
- Anvers (9-1914)
- Grande Retraite (9-1914)
- Marne (9-1914)
- Course à la mer (9-1914)
- Yser (10-1914)
- Messines (10-1914)
- Ypres (10-1914)
- Givenchy (12-1914)
- 1re Champagne (12-1914)
- Hartmannswillerkopf (1-1915)
- Neuve-Chapelle (3-1915)
- 2e Ypres (4-1915)
- Colline 60 (4-1915)
- Artois (5-1915)
- Festubert (5-1915)
- Quennevières (6-1915)
- Linge (7-1915)
- 2e Artois (9-1915)
- 2e Champagne (9-1915)
- Loos (9-1915)
- Verdun (2-1916)
- Redoute Hohenzollern (3-1916)
- Hulluch (4-1916)
- 1re Somme (7-1916)
- Fromelles (7-1916)
- Arras (4-1917)
- Vimy (4-1917)
- Chemin des Dames (4-1917)
- 3e Champagne (4-1917)
- 2e Messines (6-1917)
- Passchendaele (7-1917)
- Cote 70 (8-1917)
- 2e Verdun (8-1917)
- Malmaison (10-1917)
- Cambrai (11-1917)
- Bombardements de Paris (1-1918)
- Offensive du Printemps (3-1918)
- Lys (4-1918)
- Aisne (5-1918)
- Bois Belleau (6-1918)
- 2e Marne (7-1918)
- 4e Champagne (7-1918)
- Château-Thierry (7-1918)
- Le Hamel (7-1918)
- Amiens (8-1918)
- Cent-Jours (8-1918)
- 2e Somme (9-1918)
- Bataille de la ligne Hindenburg
- Meuse-Argonne (10-1918)
- Cambrai (10-1918)

Front italien
Front d'Europe de l’Est
Front des Balkans
Front du Moyen-Orient
Front africain
Bataille de l'Atlantique
La bataille de Revigny est une bataille de la Première Guerre mondiale se déroulant du 6 au 10 septembre 1914 au cours de la bataille de la Marne. Elle oppose les troupes de la Ve armée allemande commandée par le Kronprinz Guillaume, secondée par des troupes de la IVe armée allemande aux troupes de la 3e armée française du général Sarrail renforcée d'éléments de la 4e armée française. Les troupes allemandes tentent lors de cette bataille de rompre le front défendu par la 3e armée française. Après plusieurs jours de luttes sanglantes et incertaines, les troupes allemandes sont contraintes au repli devant le recul général des armées allemandes.

## Forces en présence

### Organisation et objectifs des forces françaises
Le 5 septembre en fin de journée, la 3e armée française dispose du 5e corps d'armée dont les arrière-gardes sont à Noyers, Laheycourt et Pretz-en-Argonne et du 6e corps d'armée à Beauzée et Amblaincourt. Trois divisions de réserve ont franchi la Meuse, la 67e division de réserve atteint Courouvre, la 75e division de réserve parvient à Rupt-devant-Saint-Mihiel et la 65e division de réserve Courcelles-aux-Bois. Le 15e corps d'armée est rattaché à la 3e armée, mais ne pourra entrer en ligne que le 7 septembre.
Le général Sarrail a reçu l'ordre du général Joffre d'attaquer vers l'ouest par la trouée de Revigny les troupes allemandes qui longent la forêt de l'Argonne tout en se protégeant au nord. Il organise alors son armée en plaçant une brigade de la 10e division d'infanterie formé du 89e régiment d'infanterie autour de Noyers et du 46e régiment d'infanterie autour de Brabant-le-Roi, renforcée par trois groupes d'artillerie, le génie divisionnaire et le génie du corps d'armée face à l'ouest dans la trouée de Revigny. En seconde ligne, les 31e et 331e régiments d'infanterie sont stationnés entre Villers-aux-Vents et Laimont. Le reste de son armée, à savoir une brigade du 5e corps d'armée, le 6e corps d'armée et les trois divisions de réserve, est orienté vers le nord pour lutter contre les troupes allemandes qui débouchent directement de la forêt d'Argonne.
La 7e division de cavalerie couvre l'aile gauche du dispositif vers Revigny-sur-Ornain, Contrisson et Mognéville et doit se lier avec le 2e corps d'armée de la 4e armée française.

### Organisation et objectifs des forces allemandes
Le Kronprinz dispose le VIe corps d'armée sur son aile droite en face de Revigny-sur-Ornain en liaison avec la IVe armée allemande, son aile droite fait face à la place forte de Verdun, il doit stationner des troupes pour éviter d'être attaqué sur ses arrières, le VIe corps de réserve entre Saint-André et Avocourt et entre Avocourt et Consenvoye

## La bataille

### 6 septembre: arrivée des troupes allemandes

#### 5ecorpsd'armée
Le déploiement des troupes françaises autour de Noyers et de Brabant-le-Roi ne peut s'effectuer à temps. Dès 5 h 30, l'artillerie allemande bombarde Sommeilles, Nettancourt puis Noyers et Auzécourt. Les avant-postes français se replient et les troupes allemandes progressent, elles capturent Sommeilles et s'infiltrent au nord de Laheycourt. Devant la progression des troupes allemandes, une contre-attaque est déclenchée, renforcée par des détachements de la brigade de réserve de la 10e division et des groupes d'artillerie du corps d'armée vers le bois des Argonnelles et vers Auzécourt. Une partie de la 18e brigade est chargée d'occuper Louppy-le-Château.
L'infanterie allemande continue sa progression à partir des bois entre Sommeilles et Laheycourt, la ligne de défense entre Noyers et Brabant cède. Les troupes allemandes atteignent Laheycourt et surprennent le poste de commandement du général Roques qui est mortellement blessé. Vers 10h, une contre-attaque d'un bataillon du 46e régiment d'infanterie permet de repousser les troupes allemandes et de maintenir une ligne d'infanterie à 1 200 m au nord-ouest de Villers-aux-Vents. Vers midi, l'artillerie allemande entreprend un bombardement violent qui entraîne des pertes sensibles dans la 19e brigade d'infanterie. L'artillerie française se replie en arrière de Laimont.
Au début de l'après-midi, les attaques allemandes se font plus pressantes et entraînent l'abandon de Brabant et de Revigny. Le général Gossart qui a pris le commandement de la 10e division d'infanterie, établit, en soirée, une ligne de défense passant par Neuville-sur-Ornain, Laimont et Fotenoy. Laimont est finalement évacué devant une attaque allemande.
Sur l'aile gauche du 5e corps d'armée, la cavalerie occupe Revigny tandis que des unités du 2e corps d'armée sont placées à Contrisson et sur les ponts sur le canal entre Pargny et Revigny. Le bombardement allemand suivi d'une attaque d'infanterie entraîne l'ouverture d'une brèche entre les deux armées françaises. À la fin de la journée, le 5e corps d'armée occupe Vassincourt et Neuville-sur-Ornain.

#### 6ecorpsd'armée
Le général Verraux, commandant le 6e corps d'armée prescrit au détachement du 5e corps d'armée sous ses ordres de tenir à tout prix les débouchés de Pretz-en-Argonne, de Vaubecourt. La 12e division d'infanterie doit maintenir ses positions sur une ligne entre Sommaisne, la papeterie et bois de Renonlieu, la 24e brigade avec l'artillerie du corps d'armée doit se diriger vers la station au nord ouest de la ferme de Vaux-Marie pour soutenir la ligne de défense en cas d'attaque. La 40e division d'infanterie se concentre dans la région de Seraucourt, Rignaucourt et doit entamer un mouvement vers le nord sur la rive droite de l'Aire pour menacer la gauche de l'armée allemande. L'artillerie lourde de la 3e armée est stationnée au signal d'Érize-la-Petite. Le général dispose d'un bataillon de chasseurs de la 40e division d'infanterie et de la 107e brigade d'infanterie comme réserve.
En début de journée, le front de la 12e division d'infanterie est bombardé par l'artillerie allemande sans avoir de contact direct avec l'infanterie allemande. Des observations font état d'un glissement vers l'ouest des colonnes d'infanterie allemande qui entrainent la réorientation du front du corps d'armée vers l'ouest et le mouvement de deux des régiments placés en réserve pour surveiller les débouchés de Lisle-en-Barrois. Au cours de l'après-midi, la 24e brigade formée des 106e et 132e régiments d'infanterie progresse en direction de Pretz-en-Argonne qu'elle occupe ainsi que les crêtes au nord. La 17e brigade de la 9e division d'infanterie tiennent les débouchés des bois au nord-ouest de Vaubecourt. Devant la pression des troupes allemandes les unités se replient au sud au-delà de Vaubecourt.
La 40e division d'infanterie stationnée vers Seraucourt et Rignaucourt se déplace vers l'ouest par Deuxnouds-devant-Beauzée. En début d'après-midi, les 154e et 155e régiments d'infanterie tentent d'atteindre, sans succès, Bulainville sous des feux d'artillerie et d'infanterie allemande. Les 25e, 26e et 29e bataillons de chasseurs en flanc garde sur la droite de la 40e division d'infanterie sont pris à partie dans les bois d'Ahaye, de Moinville par une attaque allemande en provenance d'Ippécourt.

#### Groupe de divisions de réserve
Le général Durand, commandant des divisions de réserve, place les 67e et 75e divisions d'infanterie en retrait d'Issoncourt et de Rambluzin, tandis que la 65e division d'infanterie est placée en réserve de l'armée vers Heippes. Au cours de la matinée, ces divisions progressent en direction des villages de Fleury-sur-Aire et de Waly.

### Du 7 au 12 septembre la victoire de Revigny-Vassincourt remportée par ceux du15ecorps
Avec l'arrivée des 40 000 survivants du 15e corps d'armée de Marseille qui ont déjà remporté les 25 et 26 août - avec ceux du 16e corps d'armée de Montpellier - les victoires décisives de Rozelieures et de Xermaménil qui ont totalement enrayé l'offensive de la VIe armée allemande dans la nasse de Lunéville conçue par le général de Castelnau commandant la 2e armée française. Après trois jours de marches forcées de jour et de nuit sur plus de 100 km, les 40 000 survivants sont intégrés - à droite de la 4e armée commandée par le général Langle de Cary - sur l'aile gauche de la 3e armée (France) commandée par le général Sarrail. Après cinq jours de combats acharnés, ils arrivent à arrêter l'offensive de la Ve armée allemande, à la vaincre en remportant la victoire de Revigny-Vassincourt puis à la poursuivre sur 45 km du 13 au 15 septembre jusqu'au nord-ouest de Verdun dans le secteur de Cumières et des cotes 304 et Mort-Homme face à l'ennemi qui s'est arrêté et s'est retranché sur le front Montblainville-Malancourt-Béthincourt-Forges<.